# Роберт Соутелл
Роберт Соутелл (англ. Robert Sawtell, нар. 29 вересня 1950, Суррей) — канадський міжнародний футбольний арбітр . Арбітр ФІФА у 1991—1995 роках.

## Кар'єра
У 1988 році став арбітром вищої канадської ліги. 1991 року він був висунутий Комітетом суддів Канадської футбольної асоціації на звання арбітра міжнародної категорії, після чого став судити матчі національних збірних та клубів на міжнародній арені, чим займався до 1995 року, коли змушений був завершити кар'єру у 45-річному віці.
У 1991 році в Португалії проходив молодіжний чемпіонат світу, де він працював на посаді головного арбітра, відсудивши один матч.
Сполучені Штати та Мексика приймали Золотий кубок 1993 року, на якому Соутелл відсудив два матчі, в тому числі і фінал